# Leucospermum heterophyllum
Leucospermum heterophyllum  es una especie de arbusto   perteneciente a la familia  Proteaceae. Es originaria de Sudáfrica.

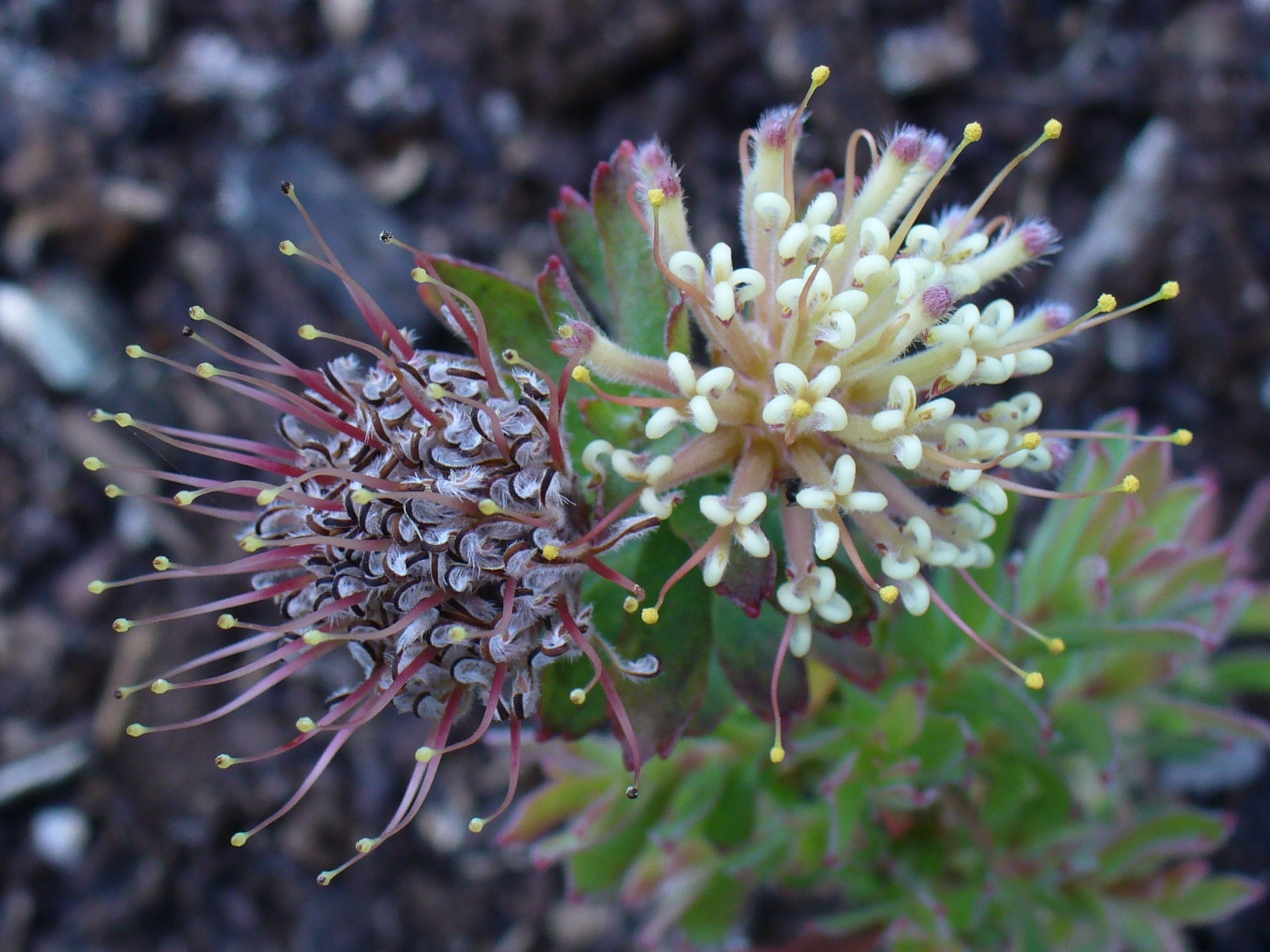
Detalle de la flor

## Descripción
Leucospermum heterophyllum es un pequeño arbusto que alcanza un tamaño de 10 a 15 cm de altura, con la mayoría de las ramas cortas y delgadas, con un denso follaje,  casi glabro, las hojas amplias y lineales; las flores más pequeñas que la especie tipo

## Taxonomía
Leucospermum heterophyllum fue descrita por  (Thunb.) Rourke y publicado en Journal of South African Botany 33: 266. 1967.
Sinonimia
- Protea heterophylla Thunb.	[3]

Etimología
El género Leucospermum deriva de las palabras griegas leukos que significa blanco, y de spermum =  semilla, en referencia a las semillas blancas o de color claro de muchas especies. Las semillas son en realidad de color negro, pero están recubiertas con una piel blanca carnosa (eleosoma).